# جنارو رودریگز
جنارو رودریگز (انگلیسی: Genaro Rodríguez؛ زادهٔ ۲۳ مارس ۱۹۹۸) بازیکن فوتبال اهل اسپانیا است.
وی همچنین در تیم‌های ملی فوتبال زیر ۱۸ سال اسپانیا، زیر ۱۹ سال اسپانیا، و زیر ۲۰ سال اسپانیا بازی کرده‌است.